# Spätzle

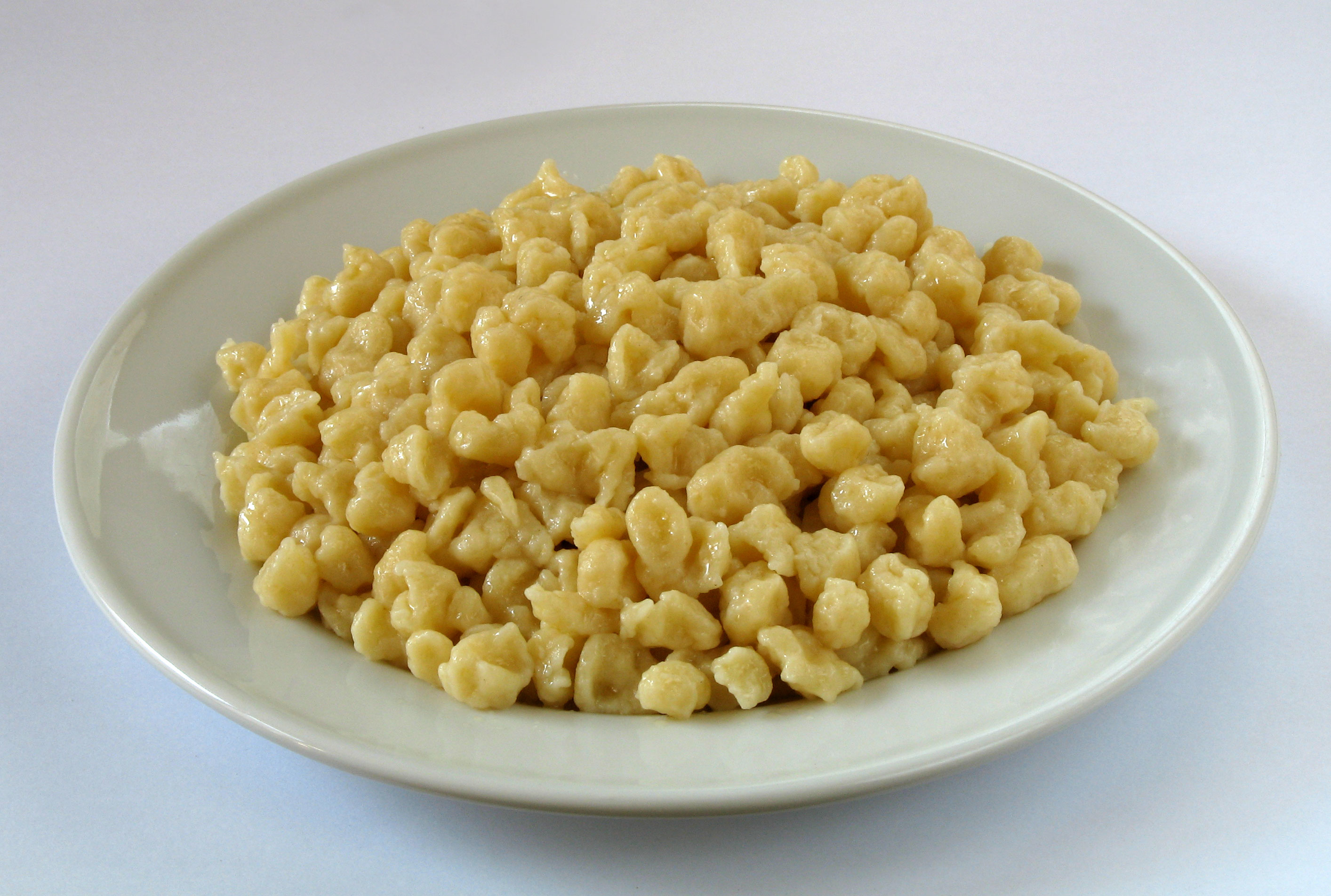
Huisgemaakte knöpfle

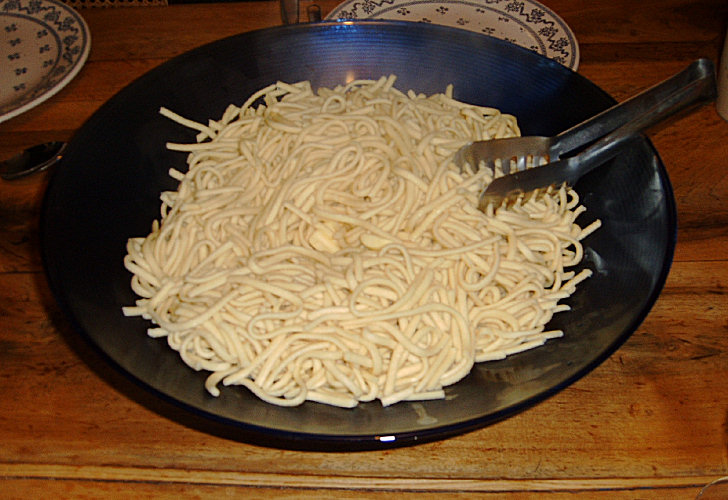
Dunne kant-en-klare spätzle

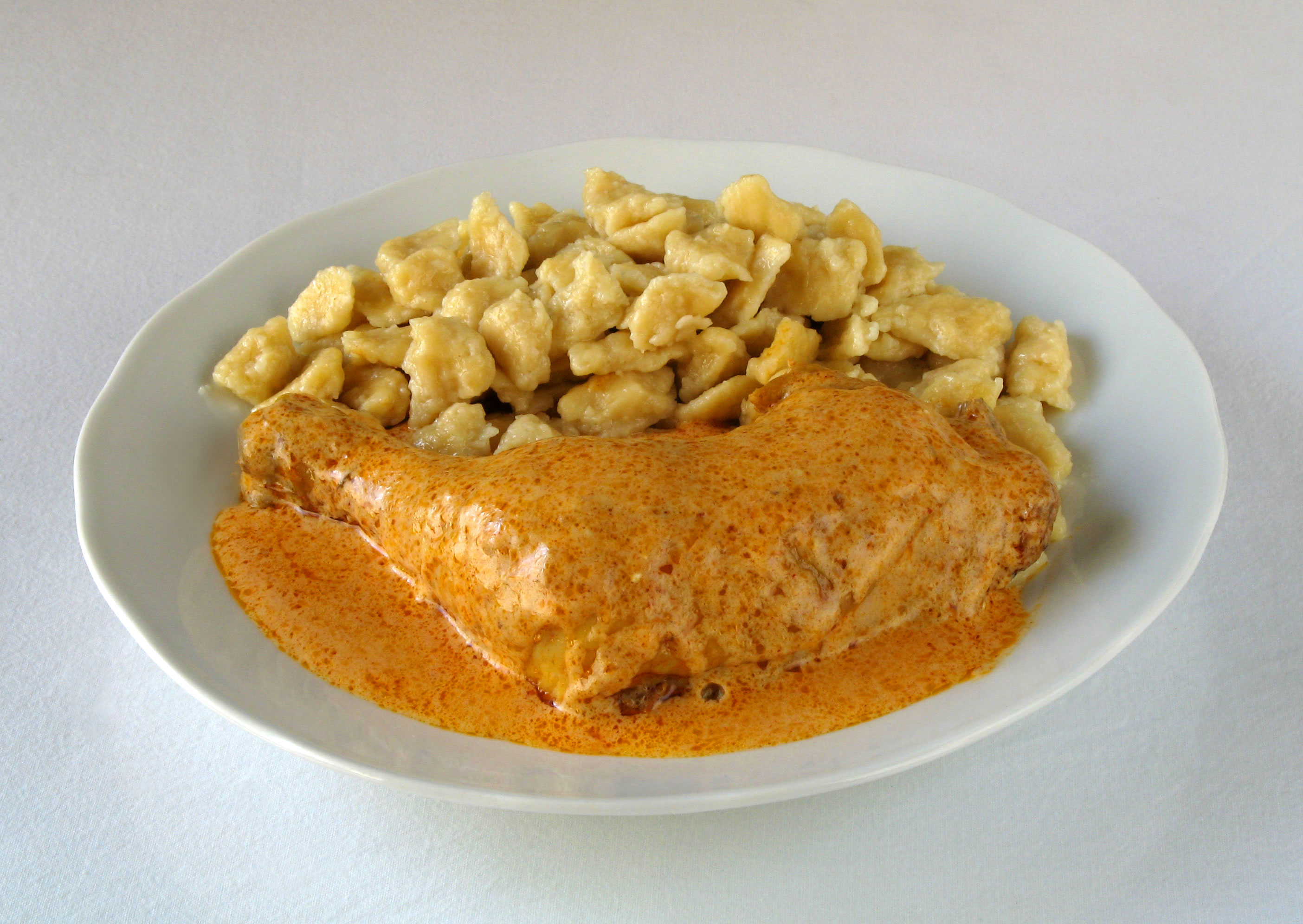
Hongaarse paprikás csirke met spätzle (Hongaars: nokedli)

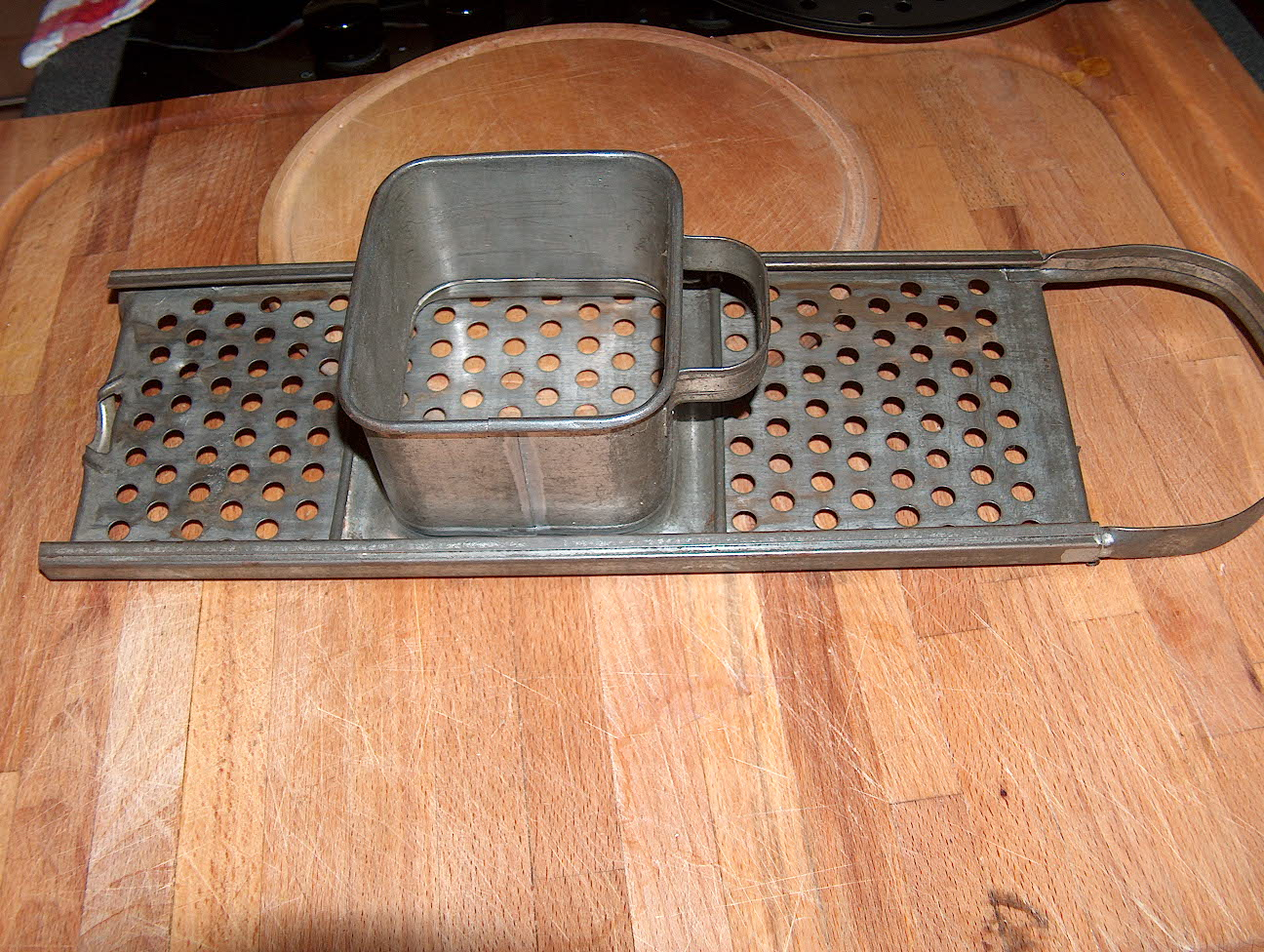
Een schaaf om spätzle mee te maken (Spätzlehobel)

Spätzle (letterlijk ´musjes´) of Knöpfle (letterlijk ´knopjes´) is een soort meelspijs, doorgaans gemaakt met eieren, die deel uitmaakt van de traditionele keuken in Zuid-Duitsland, Oostenrijk, Zwitserland, Hongarije, Slovenië, de Elzas, Moselle en Zuid-Tirol. Het gerecht wordt in Zwitserland ook Spätzli of Chnöpfli genoemd, in het Hongaars Nokedli, Csipetke of Galuska, en in het Slowaaks Halušky.
Sinds maart 2012 zijn Schwabische Spätzle of Schwabische Knöpfle door de Europese Unie aangeduid als beschermde oorsprongsbenaming, waarmee het gerecht binnen de EU wordt beschermd als regionale specialiteit. Voordat deze kwaliteitsonderscheiding gevoerd mag worden, moet minstens een van de productiefasen zijn geschied in het betreffende oorsprongsgebied.

## Etymologie
Spätzle is het Zwabische verkleinende meervoud voor mus. Voor het gebruik van mechanische apparatuur, werd met een mes van een plank geschaafd. Het resultaat vertoonde gelijkenis met mussen (Spatz of Sperling in het Duits).
Knöpfle betekent ´knopjes´ en verwijst naar de compact, ronde vorm van de pasta. In het alledaagse taalgebruik zijn de twee namen uitwisselbaar en refereren ze aan hetzelfde product gemaakt van hetzelfde deeg. Er is geen duidelijk onderscheid tussen deze twee benamingen; het gebruik verschilt per regio.

## Geschiedenis
De geografische oorsprong van spätzle is niet geheel bekend. Er zijn verscheidene regio's die beweren de bakermat van deze pastasoort te zijn.
De traditie van het maken van spätzle voert terug tot de 18e eeuw, hoewel middeleeuwse afbeeldingen de pastasoort vermoedelijk nog eerder kunnen dateren. In 1725 benoemde Rosino Lentilio, een raadslid en lijfarts uit Württemberg, Knöpflein en Spazen als ´alle dingen die gemaakt zijn van bloem´. Spelt werd indertijd op grote schaal verbouwd in de Zwabisch-Alemannische regio. Dit graan groeit op arme grond en was zeer populair in dit gebied, dat veel arme keuterboeren herbergde. Spelt bevat een hoog gluteneiwitgehalte, daardoor kon het deeg bereid worden in tijden van voedselgebrek omdat er geen eieren benodigd waren. Schwäbische Spätzle of Schwäbische Knöpfle waren derhalve meestal van spelt gemaakt. Het product verkreeg faam in de regio Münsinger Alb. Toen de industrialisatie aanving en de welvaart toenam, veranderde de pasta van een alledaags voedselsoort naar een culinaire specialiteit die op feestdagen gegeten werd. In een beschrijving van een Zwabisch boerendorp uit 1937 werden spätzle getypeerd als feestgerecht. Het grote belang van Schwäbische Spätzle of Schwäbische Knöpfle in de streekgebonden keuken werd onder meer benadrukt in de novelle Die Geschichte von den Sieben Schwaben (De geschiedenis van de zeven Zwaben) uit 1827, waarin wordt gesteld dat het in Zwaben de gewoonte is om ´vijfmaal per dag te eten, vijfmaal soep, tweemaal met Knöpfle of Spätzle.´
Spätzle worden veelal gezien als Zwabische specialiteit en doorgaans geassocieerd met de Duitse deelstaat Baden-Württemberg. In Frankrijk wordt het gerecht geassocieerd met de Elzas en Moselle. De geschatte jaarlijkse commerciële productie van spätzle in Duitsland is ongeveer 40.000 ton. Kant-en-klare spätzle zijn tevens internationaal verkrijgbaar.

## Gerechten
Spätzle worden meestal genuttigd als bijgerecht bij vleesgerechten met jus of saus, zoals Zwiebelrostbraten, zuurgebraad (Sauerbraten) of Roulade. In Hongarije worden spätzle vaak gebruikt in soep.